# Heiligenmoschel
Heiligenmoschel là một đô thị ở huyện Kaiserslautern, bang Rheinland-Pfalz, phía tây nước Đức. Đô thị Heiligenmoschel có diện tích 8,68 km².